# Zoran Slavnić
Zoran Slavnić, es un exjugador y entrenador de baloncesto serbio, que ocupaba la posición de base. Nació el 26 de octubre de 1949, en Zemun, RFS Yugoslavia. 
Slavnić fue uno de los pocos jugadores que ganó todo las medallas de oro con el equipo nacional: 3 EuroBasket (1973, 1975 y 1977), la Copa del Mundo FIBA (1978) y el oro en los Juegos Olímpicos de 1980.

## Carrera
Tras una exitosa carrera como jugador (destacando su rendimiento en el Joventut de Badalona), en las que consiguió 8 medallas en competiciones internacionales con Yugoslavia, cambió cancha por banquillo y estuvo durante 13 años entrenando a la mayoría de equipos en los que fue jugador (Estrella Roja, Sibenka, Partizan y Joventut, entre otros).
En Belgrado, donde jugó 14 años en el Estrella Roja, ganó una Recopa de Europa, dos Ligas y tres Copas Yugoslavas.
Con el Joventut de Badalona, donde estuvo dos temporadas como jugador, en su primer año en España ganó la Liga Nacional de Baloncesto en la temporada 1977-78 siendo el líder del equipo. Significaría la segunda liga en la historia del club y acabarían con la hegemonía del Real Madrid, que había ganado las últimas 10 ligas. En la Copa Korac llegaron a semifinales donde quedaron eliminados a manos del Partizan de Belgrado. En su segundo año, quedarían terceros en Liga y quedarían eliminados en la fase de semifinales de la Copa de Europa. Al acabar la campaña abandonaría Badalona rumbo a Sibenik.
En Sibenik estaría tan solo un año y compartió vestuario con un joven Drazen Petrovic. 
Cambió Sibenik por Belgrado para jugar en Partizan una temporada, y acabó su carrera como jugador en Italia, en Juvecaserta la 82-83.

## Clubes
- 1963-1977 Estrella Roja de Belgrado
- 1977-1979 Joventut de Badalona
- 1979-1980 Sibenka Sibenik
- 1981-1982 Partizan Belgrado
- 1982-1983 Juvecaserta